# Бурджалиев, Мамед Исмаил оглы
Мамед Исмаил оглы Бурджалиев  (азерб. Məhəmməd İsmayıl oğlu Bürcəliyev; 25 апрель 1914, Нуха, Нухинский уезд, Елизаветпольская губерния – 25 ноябрь 1994, Гянджа) — азербайджанский актер театра и кино. Народный артист Азербайджанской ССР (1958 год).

## Биография
Мамед Бурджалиев родился 25 апреля 1914 года в городе Нуха (ныне Шеки). После окончания 5-летнего среднего образования в Шеки в 1932 году поступил в техникум Карла Либкнехта, чтобы продолжить свое образование.
По приглашению Сабита Рахмана в 1932 году Мамед Бурджалиев начал работать актером в Шекинском государственном драматическом театре.
С 1932 по 1935 годы работал в Шекинском государственном драматическом театре. С 1935 года до конца своей жизни Мамед Бурджалиев  работал в Гянджинском государственном драматическом театре.
В 1944-1945 годах Мамед Бурджалиев вместе с Фикретом Амировым создал Гянджинскую государственную филармонию. В 1946—1949 годах  он был директором Гянджинской государственной филармонии.
В 1948 году М. Бурджалиев написал пьесу "На память" ("Yadigar"). В этом же году пьеса "Yadigar" была поставлена в Гянджинском государственном драматическом театре. Режиссером пьесы были Агали Дадашов, художник - Бахрам Эфендиев и музыкальный аранжировщик - Шамседдин Фатуллаев. Пьеса "Yadigar" М. Бурджалиева была удостоена третьей премии на фестивале "Обзор современной драматургии" в СССР в 1948 году. Кроме того, М. Бурджалиев является автором более 75 статей, рецензий и очерков, опубликованных в республиканских газетах и журналах.
В 1967-1968 годах он окончил театрально-режиссёрский факультет Московского государственного института культуры.
Мамед Бурджалиев с 1991 по 1994 годы был председателем отделения Гянджабасарского отделения Азербайджанского Союза театральных работников.
25 ноября 1994 года Мамед Бурджалиев умер в городе Гянджа.

## Творческая деятельность
Мамед Бурджалиев создал более 300 образов на сцене Гянджинского государственного драматического театра. В "Невеста огня" он играл Алтунбая, в "Айдине" - Селима, в "Шахе Насреддина" - Джавад-хана, в "1905 году" - Губернатора, в "Алмазе" - Шарифа, в "Сиявуше" - Каршиваза, в "Фархаде и Ширин" - Азер-бабу, в "Отелло" - Родриго, в "Вагифе" - Ибрагим-хана, в "Опере о трех кепках" - Быстрого Меча, в "III Ричарде" - лорда Хэстингса, в "Не тушите огонь, Прометей" - Кефеста, в "Безумном Кюре" - старца, в "Беглеце Наби" - Коху Мамеда, в "Странном нищем" - Кейзы Калиба и другие.
На сцене Гянджинского государственного драматического театра М. Бурджалиевым было поставлено 11 пьес:
- "Мертвецы" Джалил Мамедкулизаде
- "Если горит сердце" Теймур Мамедов
- "Земляки" Алтай Мамедов
- "Дозволение" Алтай Мамедов
- "Они" Тофик Махмуд
- "Алигулу женится" Сабит Рахман
- "Похожие" Гариб Мехдиев
- "Мирза Фатали" Шафаят Мехтиев
- "Горянка" Расул Гамзатов
- "Матери" Юсиф Азимзаде
- "Лиса отправляется в Мекку" Абдулла Шаиг

### Фильмография
М. Бурджалиев также создал образы в нескольких фильмах, произведенных Азербайджанфильм. 
- "Красавицей я не была" (фильм, 1968) - солдат
- "Кура неукротимая" (фильм, 1969) - Аллахьяр
- "Фиренгиз" (фильм, 1975) - водитель
- "Я ещё вернусь" (фильм, 1980) - мистер
- "Старая гордость" (фильм, 1984) - Ибрагим
- "Окно печали" (фильм, 1986) - Рашид-бек
- "Привет с того света" (фильм, 1991) - Хаджи Бахшели

## Звания
- Почётное звание Народный артист Азербайджанской ССР — 20 мая 1958
- Почётное звание Заслуженный артист Азербайджанской ССР — 24 июля 1955

## Память
- Улица в Гяндже, где расположен Гянджинский государственный драматический театр (ранее улица Кутаиси).
- Мемориальная доска на проспекте Гейдара Алиева в Гяндже.[7]
- В 1998 году издательством "Гюнеш" была опубликована монография театрального критика Анара Бурджалиева "Настоящий мужчина".
- Телевизионный фильм, посвященный 95-летию актера "Под солнечным знаком".